# Brčko
Brčko (cirillico serbo Брчко) è un Distretto autonomo nel nord-est della Bosnia ed Erzegovina con circa 43 000 abitanti.
Brčko ha il più grande porto della Bosnia ed Erzegovina, sul fiume Sava. È anche la sede di una facoltà di economia e di un importante festival teatrale.

## Storia
Nel 1996 le Implementation Force (IFOR), guidate dagli USA, costruirono la base McGovern nei sobborghi della città, all'interno della ZOS. Lo scopo era quello di eseguire operazioni di peacekeeping, in particolare negli scontri tra i bosgnacchi di Gornji Rahić e i serbi di Brčko.
I motivi di tensione erano principalmente causati da proprietà contese all'interno della ZOS, che entrambi i gruppi dichiaravano loro.
In alcuni casi i bosgnacchi, dopo aver ricostruito le proprietà reclamate, trovarono le loro case nuovamente distrutte da esplosioni notturne. I principali sospettati furono i serbi, sia per le continue ostilità post-belliche, sia per il fatto che le esplosioni furono spesso a gruppi di tre, il che era un gesto rituale dei serbi, conosciuto come trojka (letteralmente terzina).

## Amministrazione
Brčko è la sede del Distretto di Brčko, un'unità indipendente di autogoverno locale creata sui territori della Repubblica Serba e della Federazione di Bosnia ed Erzegovina come conseguenza di un processo di arbitraggio. Il processo è visto come una violazione degli Accordi di pace di Dayton, perché crea il distretto mentre potrebbe soltanto decidere in riferimento alla parte della Linea di Confine Inter-Entità in disputa, conosciuta anche come Zona di Separazione (ZOS, Zone Of Separation). L'amministrazione locale è supportata dalla supervisione della comunità internazionale, guidata da Susan Johnson (Stati Uniti d'America).